# Grzegorz Węgrzyn
Grzegorz Władysław Węgrzyn (ur. 27 czerwca 1963 w Gdańsku) – polski profesor nauk biologicznych, nauczyciel akademicki, członek korespondent Polskiej Akademii Nauk

## Życiorys
W 1987 ukończył studia na Wydziale Biologii, Geografii i Oceanologii Uniwersytetu Gdańskiego, w 1991 obronił tam doktorat z biologii na podstawie pracy Regulacja replikacji plazmidu λ przy wejściu bakterii Escherichia coli w stan głodu aminokwasowego (promotor: prof. Karol Taylor), a w 1996 otrzymał stopień doktora habilitowanego w zakresie biologii na podstawie pracy Kontrola ścisła replikacji DNA w komórkach bakterii Escherichia coli. Od 1996 jest kierownikiem Katedry Biologii Molekularnej. W latach 1993–1996 pełnił funkcję prodziekana Międzyuczelnianego Wydziału Biotechnologii Uniwersytetu Gdańskiego i Akademii Medycznej w Gdańsku (obecnie Gdański Uniwersytet Medyczny). W 1998 uzyskał tytuł profesora nauk biologicznych. W latach 2002–2008 pełnił funkcję dziekana Wydziału Biologii, Geografii i Oceanologii, a w latach 2008–2016 był prorektorem uczelni ds. nauki.
Od 2010 jest członkiem korespondentem PAN. Wcześniej działał w jej strukturach: w latach 2007–2010 był zastępcą przewodniczącego Komitetu Biochemii i Biofizyki PAN, członkiem Komitetu Badań Morza PAN oraz członkiem Komitetu Biotechnologii przy Prezydium PAN. Od 2011 jest Przewodniczącym Komitetu Mikrobiologii PAN.
W latach 2019-2023 był przewodniczącym Rady Doskonałości Naukowej I kadencji. W styczniu 2024 został wybrany na stanowisko zastępcy przewodniczącego Rady Doskonałości Naukowej.
W latach 2019–2020 był członkiem Rady Uczelni Uniwersytetu Gdańskiego.
Zajmuje się biologią molekularną, chorobami genetycznymi, biochipami DNA oraz bakteriami. Kierował zespołem naukowców, który opracował nową, a jednocześnie pierwszą skuteczną metodę leczenia choroby Sanfilippo, pozwalającą na zatrzymanie wyniszczających procesów choroby. W uznaniu tych badań został laureatem konkursu „Gdynia bez barier”, organizowanego od kilkunastu lat przez miasto Gdynię.
Laureat wielu nagród naukowych, w tym stypendium Fundacji na rzecz Nauki Polskiej dla młodych pracowników nauki, czterokrotnie Nagrody Polskiego Towarzystwa Biochemicznego im. J.K. Parnasa, Nagrody Ministra Edukacji Narodowej, Nagrody Prezesa Rady Ministrów, Nagrody Polskiego Towarzystwa Genetycznego, subsydium profesorskiego Fundacji na Rzecz Nauki Polskiej, Nagrody Naukowej Miasta Gdańska im. Jana Heweliusza w kategorii nauk ścisłych i przyrodniczych (2003), nagrody amerykańskiego Society for Experimental Biology and Medicine, międzynarodowej nagrody Vebleo i innych. Wypromował 57 doktorów. 

## Odznaczenia
- Złoty Krzyż Zasługi[14]
- Medal Komisji Edukacji Narodowej[5]